# Nguyễn Thước (tiến sĩ)
Nguyễn Thước (1517–?) là một Hội nguyên trong khoa thi năm 1547 dưới thời nhà Mạc, làm đến chức Thừa chính sứ.

## Cuộc đời
Nguyễn Thước sinh năm 1517 tại làng Yên Nghĩa, xã Nghĩa Lộ, huyện Thanh Oai (nay thuộc quận Hà Đông, Hà Nội), là hậu duệ của Nguyễn Tông, người từng đỗ đệ tam giáp đồng tiến sĩ xuất thân trong khoa thi Quý Mùi năm 1463 dưới triều Lê Thánh Tông. Ông nội Nguyễn Thước là Nguyễn Vũ, từng đỗ nhị giáp tiến sĩ trong khoa thi Kỷ Mùi năm 1499 dưới triều Lê Hiến Tông. Trong khoa thi Đinh Mùi năm 1547 dưới triều Mạc Tuyên Tông, Nguyễn Thước đỗ Hội nguyên, trở thành thủ khoa thái học sinh của khoa thi Hội năm đó. Đến kỳ thi Đình, ông đỗ đệ tam giáp đồng tiến sĩ xuất thân. Ông làm đến chức Thừa chính sứ của nhà Mạc.